# L'Amitié par le livre
L'Amitié par le livre est une maison d'édition fondée[Où ?] en 1929-1930 par Camille Belliard.

## Historique
Camille Belliard (1899-1987), instituteur pacifiste et poète de la Manche fonda l'Amitié par le livre à Querqueville en 1930. Il publia principalement des nouvelles, des romans et de la poésie de divers auteurs français. Après avoir déménagé respectivement à Saint-Vaast-la-Hougue et Blainville-sur-Mer, le siège de l'éditeur fut ensuite transféré à Besançon jusqu'à sa fermeture en 2002.

## Collections
D'après des bulletins d'abonnements
- « Sélection », romans
- « Florilèges », collection consacrée à la poësie
- « Nymphea », réédition d'œuvres des XVIIe et XVIIIe siècles
- « Dilection », œuvres en vers ou prose
- « Feuille d'Acacia », consacrée à la philosophie

## Auteurs publiés
- Paul Æschimann
- Jean Berteault
- François Bonjean
- Sébastien Coic
- Joseph Collet
- Franz Hellens
- Guy Lavaud
- Philéas Lebesgue
- Paul Lebois
- Jean Lebrau
- Jules Leroux
- René Liautaud
- Marcel Martinet
- Ludovic Massé
- Pierre Menanteau
- Louisa Paulin
- Jean Rogissart

De nombreux auteurs ont été publiés également par les éditions Jean-Renard devenues par la suite les éditions Dervy.